# Milford W. Howard

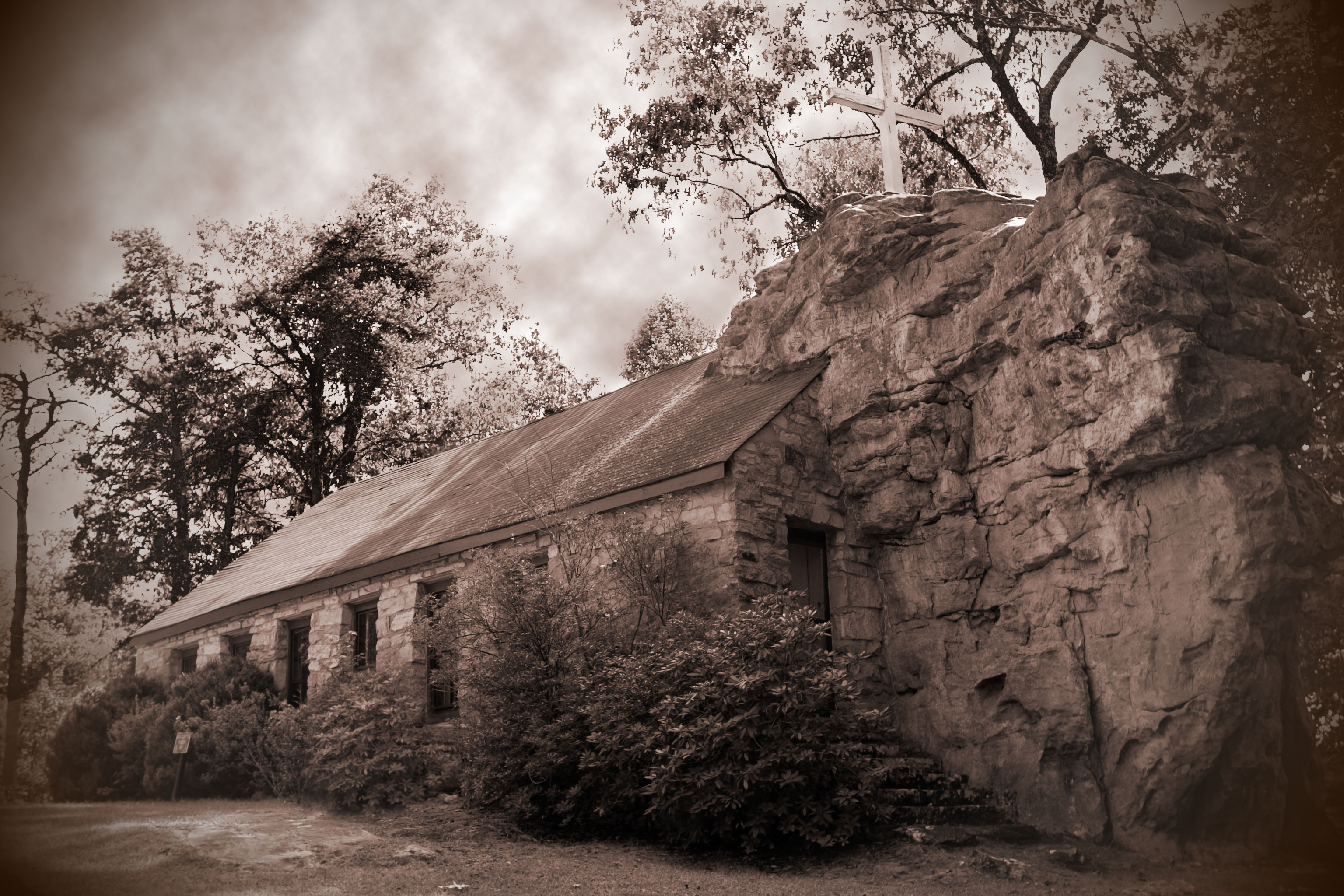
Sallie Howard Chapel (1937), nahe Mentone (Beisetzungsstelle von Milford W. Howard)

Milford Wriarson Howard (* 18. Dezember 1862 bei Rome, Floyd County, Georgia; † 28. Dezember 1937 in Los Angeles, Kalifornien) war ein US-amerikanischer Politiker (Populist Party).

## Werdegang
Milford Howard besuchte Gemeinschaftsschulen. Er studierte Jura in Cedartown (Georgia) und zog dann 1880 nach Fort Payne (Alabama). Seine Zulassung als Anwalt bekam er 1881 und fing dann in Fort Payne an zu praktizieren. Howard wurde in den 54. US-Kongress gewählt und in den nachfolgenden 55. US-Kongress wiedergewählt. Er entschied sich 1898 gegen eine Kandidatur für den 56. US-Kongress. Howard war im US-Repräsentantenhaus vom 4. März 1895 bis zum 3. März 1899 tätig. Nach Ablauf seiner Amtszeit kehrte er zu seiner Tätigkeit als Anwalt zurück. Er zog 1918 nach Montrose (Kalifornien), wo er als Schriftsteller tätig war. Howard kehrte 1923 nach Fort Payne zurück. Dort gründete er die Master Schools für unterprivilegierte Kinder. Ferner ging er weiterhin literarischen Arbeiten nach und beschäftigte sich mit der Bildungsarbeit.
Howard starb am 28. Dezember 1937 in Los Angeles. Sein Leichnam wurde nach Alabama überführt, wo er in His Shrine Chapel, oberhalb des Lookout Mountain, nahe Mentone, beigesetzt wurde.